# Тринаест духова
Тринаест духова (енгл. Thirteen Ghosts) америчко-канадски је натприродни хорор филм са елементима мистерије из 2001. године, редитеља Стива Бека, са Тонијем Шалубом, Ембет Дејвиц, Метјуом Лилардом, Шенон Елизабет, Ра Дигом и Ф. Маријем Ејбрахамом у главним улогама. Представља римејк истоименог филма Вилијама Касла из 1960. године. Радња прати удовца који се, услед финансијских проблема, сели у кућу коју му је стриц оставио у наследство, али се испоставља да је кућа препуна духова.
Филм је премијерно приказан 26. октобра 2001, у дистрибуцији продукцијских кућа Ворнер брос и Коламбија пикчерс. Са буџетом од 42 милиона долара, зарадио је 68,5 милиона долара, чиме продуценти нису били задовољни. Добио је углавном негативне оцене критичара и на сајту Ротен томејтоуз оцењен је са 17%. Био је номинован за Награду Сатурн за најбољи хорор филм и добио је Фангоријину награду за најбољу шминку.

## Радња
Ловац на духове Сајрус Критикос, заједно са својим помоћником Денисом Рафкином, предводи тим који покушава да ухвати опасног духа по имену Џагернаут. Њихов експеримент креће по злу и сви осим Дениса страдају. Сајрус у наследство оставља свом нећаку Артуру богатсво, кућу, али и колекцију духова која се налази у њој.

## Улоге
| Глумац           | Улога           |
| ---------------- | --------------- |
| Тони Шалуб       | Артур Критикос  |
| Ембет Дејвиц     | Калина Ореција  |
| Метју Лилард     | Денис Рафкин    |
| Шенон Елизабет   | Кети Критикос   |
| Алек Робертс     | Боби Критикос   |
| Ра Дига          | Меги Бес        |
| Ф. Мари Ејбрахам | Сајрус Критикос |
| Џеј Ар Борн      | Бен Мос         |
| Метју Харисон    | Дејмон          |
| Михаел Спидел    | Били Мајклс     |
| Лаура Менел      | Сузан Легроу    |
| Крејг Олежник    | Ројс Клејтон    |
| Кен Кирзингер    | каскадер        |